# Pinus cembroides
Espèce
Classification phylogénétique
Statut de conservation UICN

 LC  : Préoccupation mineure
Pinus cembroides est une espèce de pins originaire des régions chaudes de la Basse-Californie, du Texas et du Mexique. Il produit des graines comestibles appelées piñones. Il pousse dans les régions ayant un faible niveau de précipitations et sa gamme s’étend vers le sud de l’Arizona, Texas et Nouveau-Mexique aux États-Unis, au Mexique. Il pousse généralement à une altitude comprise entre 1 600 et 2 400 mètres. C’est un petit pin passant à environ 20 m (66 ft) d’un diamètre de tronc de jusqu'à 50 cm. Les graines sont grosses et font partie du régime alimentaire de la mexicaine jay et écureuil d’Abert. Ils sont également recueillis aux fins de consommation humaine, en étant le plus largement utilisé pignons au Mexique. Il s'agit d'un pin commun avec un large éventail et l'Union internationale pour la Conservation de la Nature a évalué son état de conservation comme étant de « préoccupation mineure ».

## Répartition
La gamme s'étend du Texas plus à l'Ouest, aux États-Unis (où il est restreint aux Chisos et Davis Mountains), très au sud par le biais du Mexique, produisent largement le long de la Sierra Madre orientale et de la Sierra Madre occidentale varie et plus rarement dans la gamme orientale Eje Volcánico Transversal. Il vit dans des zones avec peu de précipitations, qui fluctue entre 380 millimètres à 640 millimètres, la sous-espèce orizabensis (Pinus orizabensis) se trouve plus au sud dans l'État de Veracruz. Il y a aussi une population isolée dans la Sierra de la Laguna de surinamais de Basse-Californie du Sud. Il se trouve à des altitudes modérées, principalement de 1 600 m à 2 400 m.